# Chabab Ahly Bordj Bou Arreridj
Pour les articles homonymes, voir CABBA.
 (décembre 2020).
Si vous disposez d'ouvrages ou d'articles de référence ou si vous connaissez des sites web de qualité traitant du thème abordé ici, merci de compléter l'article en donnant les références utiles à sa vérifiabilité et en les liant à la section « Notes et références ».
Maillots
Actualités
Dernière mise à jour : 11 décembre 2020.
Le Chabab Ahly Bordj Bou Arreridj (en arabe : شباب أهلي برج بو عريريج), plus couramment abrégé en CA Bordj Bou Arreridj ou encore en CABBA, est un club algérien de football créé en 1931 et basé dans la wilaya de Bordj Bou Arreridj.

## Histoire

### Création du club et développement (1931-1962)
- Création : 1931
- Siège social : Salle du cercle des Beaux-Arts
- 1er Conseil d'Administration :
  - Président: Dr Marguerite
  - Vice-Président: MM. Dr Bensalem et Benchérif Hamou.
  - Secrétaire général: M. Benbelaid Messaoud.
  - Trésorier général: M. Bouanani Abderrahmane.
  - Assesseurs: MM. M. Jeuil Aimé, Mokrani Mokhtar, Taieb Ali, Sbaghdi Rabah.

### À l'indépendance (1962-1979)
Le Chabab Ahly Bordj Bou Arreridj a intégré le premier critérium d'honneur de la région est (groupe 4) lors de la saison 1962-63, et s'est classé en 7e position sur 9 synonyme de passage en Première Division (D3) pour la saison suivante. Ce n'est que pendant les années 1970 que le CABBA se hisse en D2 pour y passer quelques saisons.

### Naissance d'un club phare de la région des hauts-plateaux (1980-1998)
Au début des années 1980, le club se démarque de plus en plus en D2 algérienne (il se maintient durant 8 ans) et pendant ce temps-là, le CABBA club phare de la région des hauts plateaux sort de l'emprise de la wilaya de Sétif ainsi que celle du grand ES Sétif (à la suite du découpage administratif de 1983 faisant de Bordj Bou Arreridj une wilaya), et se voit ainsi se douter de plus de moyens, comme la réalisation d'un nouveau stade, ce qui lui permet finalement de réaliser le rêve de toute sa région en accédant au championnat d'Algérie de 1re division en 1998.

### Les plus beaux jours du CABBA (1998-2014)
Depuis, le CABBA dispute 13 saisons sur 16 en D1 (de 1998 jusqu'à 2014), et atteint son apogée entre 2005 et 2009, où le club réalise ses meilleures performances de l'histoire en terminant 5e au classement général pendant deux saisons de suite (2004-05 et 2005-06), puis réalise un parcours honorable dans sa première participation en compétitions régionales (Ligue des champions arabes 2007) et enfin joue sa première finale de Coupe d'Algérie (en 2009).

### Baisse d'élan et passage en D2 (Depuis 2014)
En 2014, le CABBA passe encore en D2, et ne revient en D1 qu'après cinq ans (2018).

## Identité du club

### Couleurs
Les couleurs du Chabab Ahly Bordj Bou Arreridj sont le Jaune et le Noir.

### Historique des logos

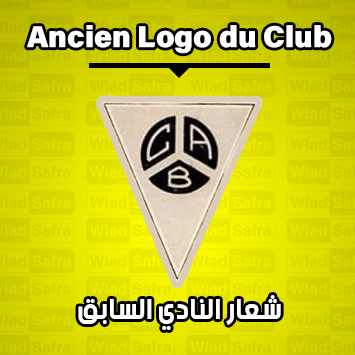
Logo de du CABBA à sa création 1930-1931
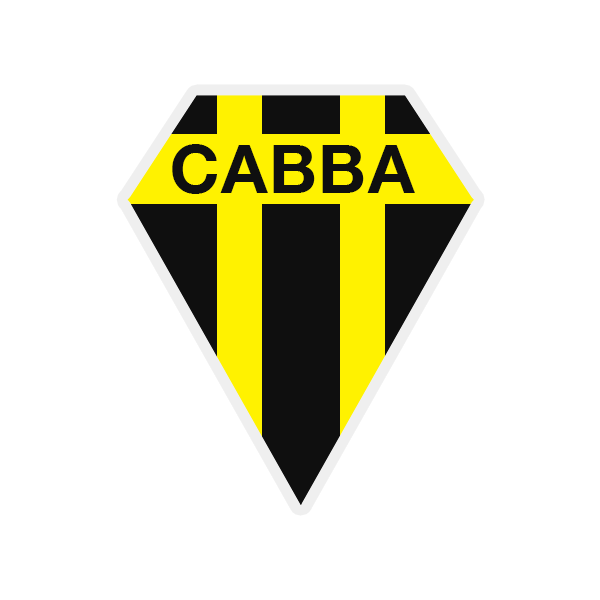
Ancien logo du club
Ancien logo du club
Ancien logo du club
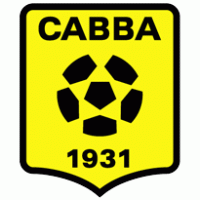
Ancien logo du club 2009
Ancien logo du club (2009-2018)
Logo actuel du club (depuis 2018)
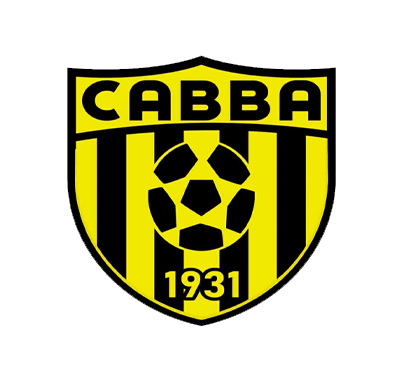
LOGO CABBA 2024
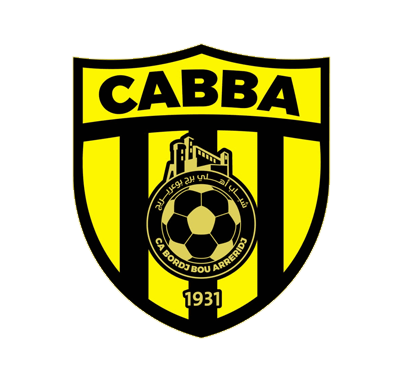
NEW Logo 2024/2025/2026

### Maillots portés par le club
Principaux maillots utilisés par le CABBA à travers l'histoire.

### Différents noms du club
| Cercle Athlétique Bordj Bou Arreridj |
| ------------------------------------ |

contenu manquant
| Ittihad Riadhi Bordj Bou Arreridj |
| --------------------------------- |

contenu manquant
| Ahly Sportif Chabab Bordj Bou Arreridj créé en 2000 |
| --------------------------------------------------- |

contenu manquant
| Chabab Ahly Bordj Bou Arreridj |
| ------------------------------ |

contenu manquant

## Résultats sportifs

### Palmarès
| Compétitions nationales                                                                                      | Compétitions internationales                           |
| - Coupe d'Algérie - Finaliste : 2009. - Ligue 2 (3) - Champion : 1998, 2001 et 2012. - Vice-champion : 1982. | - Ligue des champions arabes - Quart de finale : 2007. |

### Classement en championnat d'Algérie par saison
- 1962-63 : C-H Gr est Gr. 4, 7e
- 1963-64 : D3, Gr Est ?e
- 1964-65 : D3, Gr Est ?e
- 1965-66 : D3, Gr Est ?e
- 1966-67 : D3 Gr. Est, 5e
- 1967-68 : D3 Gr. Est, 12e
- 1968-69 : D4, Est Gr? ?e
- 1969-70 : D4, Est Gr? 1er
- 1970-71 : D3 Gr est, 1er
- 1971-72 : D2 Gr est, ?e
- 1972-73 : D2 Gr est, 14e
- 1973-74 : D3 Gr Est, ?e
- 1974-75 : D2 Gr est, ?e
- 1975-76 : D2 Gr est, 13e
- 1976-77 : D3 Gr est, ?e
- 1977-78 : D3 Gr est, ?e
- 1978-79 : D3 Gr est, ?e
- 1979-80 : D3 Gr Est 1er
- 1980-81 : D2 Gr centre-est, 10e
- 1981-82 : D2 Gr centre-est, 2e
- 1982-83 : D2 Gr centre-est, ?e
- 1983-84 : D2 Gr centre-est, 8e
- 1984-85 : D2 Gr est, ?e
- 1985-86 : D2 Gr est, 3e
- 1986-87 : D2 Gr est, 4e
- 1987-88 : D2 Gr est, 8e
- 1988-89 : D3, Gr Batna ?e
- 1989-90 : D3 Gr Batna, 3e
- 1990-91 : D3 Gr Batna, 6e
- 1991-92 : D3 Gr Batna, 1er
- 1992-93 : D2 Gr est, 6e
- 1993-94 : D2 Gr est, 16e
- 1994-95 : D3, Gr Batna ?e
- 1995-96 : D3, Gr Batna ?e
- 1996-97 : D3, Gr Batna 1er
- 1997-98 : D2 Gr est, 1er
- 1998-99 : D1 Gr centre-est, 13e
- 1999-00 : D3 Gr est,
- 2000-01 : D2 Gr centre-est, 1er
- 2001-02 : D1, 7e
- 2002-03 : D1, 14e
- 2003-04 : D1, 9e
- 2004-05 : D1, 5e
- 2005-06 : D1, 5e
- 2006-07 : D1, 8e
- 2007-08 : D1, 12e
- 2008-09 : D1, 7e
- 2009-10 : D1, 10e
- 2010-11 : Ligue 1, 15e
- 2011-12 : Ligue 2, 1er
- 2012-13 : Ligue 1, 13e
- 2013-14 : Ligue 1, 15e
- 2014-15 : Ligue 2, 4e
- 2015-16 : Ligue 2, 8e
- 2016-17 : Ligue 2, 11e
- 2017-18 : Ligue 2, 3e
- 2018-19 : Ligue 1, 9e
- 2019-20 : Ligue 1, 13e
- 2020-21 : Ligue 1, 19e
- 2021-22 : Ligue 2, 15e
- 2022-23 : D3, Inter-régions Est, 16e
- 2023-24 : D4, R1 Batna, 12e
- 2024-25 : D4, R1 Batna, ?e

### Parcours du CABBA en coupe d'Algérie
| Saison  | Tour              | Matchs          | Résultats     |
| ------- | ----------------- | --------------- | ------------- |
| 1962-63 | 1/16 finale       | USM Annaba      | 1-0           |
| 1963-64 | 1/4 finale        | USM Alger       | 2-0           |
| 1964-65 | 1/32 finale       | JSM Skikda      | 3-2           |
| 1965-66 | 1/16 finale       | AS Khroub       | 3-2           |
| 1966-67 | 1/32 finale       | SA Sétif        | 2-1           |
| 1967-68 | 1/16 finale       | USM Annaba      | 4-2           |
| 1968-69 | 1/8 finale        | MC Alger        | 1-0           |
| 1969-70 | 1/32 finale       | ES Guelma       | 5-1           |
| 1970-71 | ?                 | ?               | ?             |
| 1971-72 | ?                 | ?               | ?             |
| 1972-73 | ?                 | ?               | ?             |
| 1973-74 | 1/32 finale       | US Tébessa      | 2-0           |
| 1974-75 | 1/32 finale       | AS Khroub       | 3-2           |
| 1975-76 | 1/32 finale       | WRB M'Sila      | 2-1           |
| 1976-77 | 1/32 finale       | JS Djijel       | 4-1           |
| 1977-78 | ?                 | ?               | ?             |
| 1978-79 | 1/4 finale        | MC Oran         | 2-0           |
| 1979-80 | ?                 | ?               | ?             |
| 1980-81 | 1/16 finale       | MC Oran         | 2-1           |
| 1981-82 | ?                 | ?               | ?             |
| 1982-83 | ?                 | ?               | ?             |
| 1983-84 | ?                 | ?               | ?             |
| 1984-85 | ?e T.R            | ?               | ?             |
| 1985-86 | 1/16 finale       | JS Bordj Ménail | 1-0           |
| 1986-87 | ?e T.R            | ?               | ?             |
| 1987-88 | 1/64 finale       | JB Aïn Kercha   | 3-2           |
| 1988-89 | 1/32 finale       | AS Aïn M'lila   | 0-0 t.a.b 5-3 |
| 1989-90 | N.J               | N.J             | N.J           |
| 1990-91 | ?e T.R            | ?               | ?             |
| 1991-92 | 1/64 finale       | CA Batna        | 1-0           |
| 1992-93 | N.J               | N.J             | N.J           |
| 1993-94 | 1/16 finale       | JS Kabylie      | 1-1 t.a.b 4-2 |
| 1994-95 | 3e T.R            | NRB Oued El-Ma  | 2-1           |
| 1995-96 | 2e T.R            | JRB Bousaada    | 3-2           |
| 1996-97 | ?e T.R            | ?               | ?             |
| 1997-98 | 1/32 finale       | IRM Béchar      | 2-1           |
| 1998-99 | 1/32 finale       | ES Ben Aknoun   | 1-1 t.a.b 3-2 |
| 1999-00 | 1/32 finale       | CRB Mazouna     | 1-1 t.a.b     |
| 2000-01 | ?e T.R            | ?               | ?             |
| 2001-02 | 1/8 finale        | IRBK El Khechna | 1-0           |
| 2002-03 | 1/8 finale        | NA Hussein Dey  | 0-0 t.a.b 4-2 |
| 2003-04 | 1/4 finale        | USM Alger       | 3-1           |
| 2004-05 | 1/16 finale       | USM Blida       | 2-1           |
| 2005-06 | 1/8 finale        | RC Kouba        | 1-0           |
| 2006-07 | 1/16 finale       | MC Oran         | 1-0           |
| 2007-08 | 1/16 finale       | USM Blida       | 2-2 t.a.b 4-1 |
| 2008-09 | Finaliste         | CR Belouizdad   | 0-0 t.a.b 2-1 |
| 2009-10 | 1/8 finale        | USM Annaba      | 3-1           |
| 2010-11 | 1/16 finale       | ASO Chlef       | 1-0           |
| 2011-12 | 1/16 finale       | ASO Chlef       | 1-1 t.a.b 4-2 |
| 2012-13 | 1/16 finale       | USM Blida       | 2-0           |
| 2013-14 | 1/32 finale       | US Chaouia      | 2-1           |
| 2014-15 | 1/32 finale       | JSM Bejaia      | 5-4           |
| 2015-16 | 4e T.R            | NRB O/Derradj   | 1-0           |
| 2016-17 | 1/4 finale        | CR Belouizdad   | 2-1           |
| 2017-18 | 1/32 finale       | AS Aïn M'lila   | 1-0           |
| 2018-19 | 1/8 finale        | USM Annaba      | 3-1           |
| 2019-20 | 1/4 finale        | Annuler         | -             |
| 2020-21 | N.J               | N.J             | N.J           |
| 2021-22 | N.J               | N.J             | N.J           |
| 2022-23 | Avant dernier T.R | WR M'Sila       | ?             |
| 2023-24 | 4e T.R            | ES Bouakeul     | 2-0           |
| 2024-25 | Tour              |                 | ?             |

### Statistiques tour atteint
le CABBA à participer en 55 édition, éliminé au tours régionale 11 fois et atteint les tours finale 29 fois.
| Édition | 1er tour | 2e tour | 3e tour | 4e tour | 64e de finale | 32e de finale | 16e de finale | 8e de finale | Quart de finale | Demi-finale | Finale | Champion |
| ------- | -------- | ------- | ------- | ------- | ------------- | ------------- | ------------- | ------------ | --------------- | ----------- | ------ | -------- |
| 55-24   | -        | 01      | -       | 01      | 01            | 07            | 11            | 06           | 04              | 00          | 01     | 00       |

## Personnalités du club

### Joueurs emblématiques
- Abdelkrim Loucif
- Kamel Maouche
- Samir Bentayeb
- Ali Houari
- Arezki Hamza Dambri
- Slimane Illoul
- Brahim Beddar
- Abdelhak Mohamed Rabah
- Jean Paul Yontcha
- Abderrahmane Hachoud
- Amar Ammour
- Youcef Belaïli
- Mohamed Tiaïba
- Merouane Kial
- Abdelmalek Bitam
- Abdelhak Mansour
- Ameur Abdenour Loucif
- Zoheir Khedhara
- Bachir Boudjelid
- Abdenour Hadiouche
- Faouzi Chaouchi
- Touhami Sebie

### Joueurs les plus titrés
Abdelkrim Loucif, ex-international et coqueluche du CABBA des années 70-80.
- International algérien sélectionné en 1983[2]
- Premier match le 7/8/1983 : Algérie - Bulgarie (2-3)
- Dernier match le 11/9/1983 : Algérie - Tunisie (2-3)
- Nombre de matchs joués : 5
- Participation aux Jeux Méditerranéens de 1983

### Joueurs formés au club
- Islam Bouflih
- Hamimide Nasro
- Youcef Djahnit

### Meilleurs buteurs en compétitions officielles
Top dix des meilleurs buteurs du CA Bordj Bou Arreridj en compétitions officielles

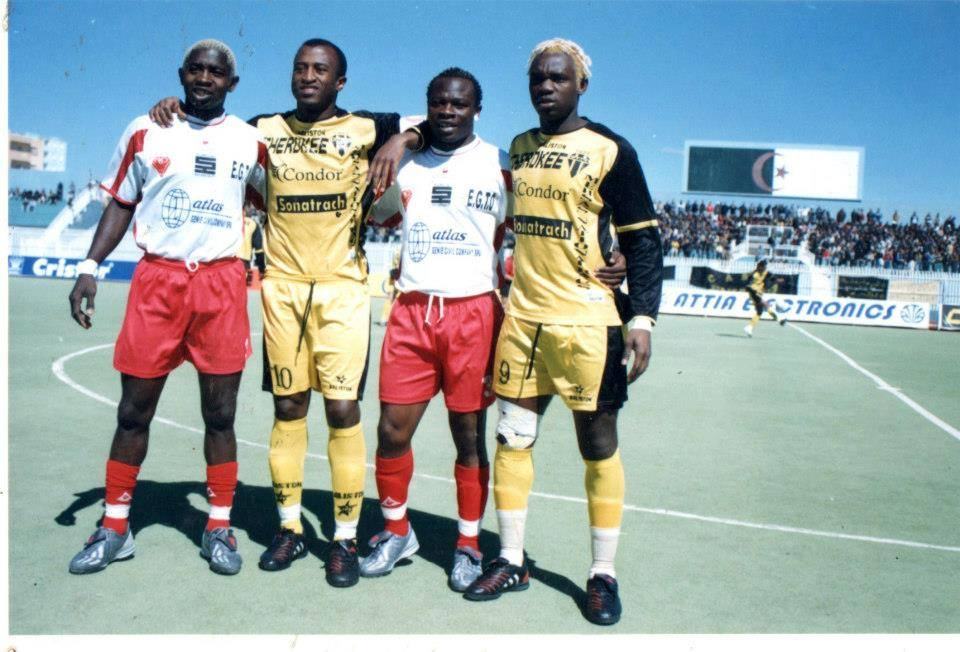
Philippe et Yoncha

| Rang | Joueurs              | Position  | Période   | D2 | D3 | Ligue2 | Ligue1 | Coupe d'Algérie | Supercoupe d'Algérie | Afrique | Autres | Total |
| 1er  | Abdelkrim Loucif     |           | --/--/--- |    |    |        |        |                 |                      |         |        |       |
| 2e   | Jean Paul Yontcha    | Attaquant | 2002/06   |    |    |        |        | 6               | -                    | -       | -      | 28    |
| 3e   | Samir Bentayeb       |           |           |    |    |        |        |                 |                      |         |        |       |
| 4e   | Zoheir Khedhara      |           |           |    |    |        |        |                 |                      |         |        |       |
| 5e   | Bachir Boudjelid     |           |           |    |    |        |        |                 |                      |         |        |       |
| 6e   | Abderrahmane Hachoud |           |           |    |    |        |        |                 |                      |         |        |       |
| 7e   | Youcef Zerguine      |           |           |    |    |        |        |                 |                      |         |        |       |
| 8e   | Abdenour Hadiouche   |           |           |    |    |        |        |                 |                      |         |        |       |
| 9e   | Kamel Maouche        |           |           |    |    |        |        |                 |                      |         |        |       |
| 10e  | Slimane Illoul       |           |           |    |    |        |        |                 |                      |         |        |       |

### Joueurs étrangers
- Alhassane Issoufou (2000/2002)
- Philippe Stephane Nankop (2001/2005)
- Jean Paul Yontcha 28 Buts (2002/2006)
- Jaime Miguel Linares (2007/2010)
- Franck Essomba (2008/2010)
- Yaya Kerim (2011/2014)
- Mejdi Mosrati (2012–2014)
- Hichem Essifi (2012–2013)
- Isla Daoudi Diomande (2018)
- Ismaïla Diarra (2018)
- Ghislain Guessan (2019)
- Mohamed Abdelrahman Yousif

### Entraîneurs
- Abdelkrim Latrèche
- Mustapha Biskri
- Abdelkader Amrani
- Kamel Mouassa
- Abdelkader Yaïche
- Rachid Belhout
- Ladislas Lozano
- Abdelhak Benchikha
- Toufik Rouabah
- Nabil Kouki
- El Hadi Khezzar
- Abdelkrim Bira
- Liamine Boughrara
- Josep María Nogués
- Franck Dumas
- Moez Bououkaz
- Billel Dziri

### Présidents
Liste des présidents du CABBA depuis la création du club :
- Boubker Bel Ferkous ;
- Al Hawas Ramash ;
- Farid Tabakhi ;
- Salah Bouda ;
- Yahia Aktouf ;
- Djamel Messaoudene ;
- Moussa Merzougui ;
- Anis Benhamadi (2019/2020).
- Hamza Mebarkia (2024/2026).

### Joueurs prêtés
Le tableau suivant liste les joueurs en prêt pour la saison 2020-2021.
|  |  |  |  |
|  |  |  |  |
|  |  |  |  |

### Équipe réserve
Le tableau suivant liste les joueurs de l'équipe réserve évoluant au sein du club pour la saison 2020-2021.
|  |  |  |  |
|  |  |  |  |
|  |  |  |  |

### U19
Le tableau suivant liste les joueurs de l'équipe des moins de 19 ans évoluant au sein du club pour la saison 2020-2021.
|  |  |  |  |
|  |  |  |  |
|  |  |  |  |

### U17
Le tableau suivant liste les joueurs de l'équipe des moins de 17 ans évoluant au sein du club pour la saison 2020-2021.
|  |  |  |  |
|  |  |  |  |
|  |  |  |  |

## Structures du club

### Infrastructures

#### Stade 20 Août 1955
Le Stade du 20-Août-1955 est un stade de football situé dans la ville algérienne de Bordj-Bou-Arreridj.
Il est le lieu d’entraînement du CA Bordj Bou Arreridj.

## Aspects juridiques et économiques

### Aspects juridiques
Le CA Bordj Bou Arreridj est un club affilié à la FAF. Le club est composé d'une association (CSA) et d'une société (SSPA). Le CSA gère la section amateur.
La société CA Bordj Bou Arreridj possède le statut de Société sportive par actions (SSPA) depuis décembre 2010. Cette SSPA comporte une direction et un conseil d'administration servant d'instrument de contrôle de la gestion du club. Elle a vocation à gérer à la fois la section professionnelle du CABBA mais aussi les équipes de jeunes (des moins de douze ans jusqu'à l'équipe réserve).
L'actionnaire unique du club depuis 2010, est le Club sportif amateur.

### Organigramme
| Noms | Fonctions         |
| ---- | ----------------- |
|      | Président         |
|      | Directeur général |
|      | Directeur sportif |
|      | Membre du CSA     |
|      | Membre du CSA     |
|      | Membre du CSA     |

### Sponsors et équipementiers
- Équipementiers : ADS-sport    

#### Principaux sponsors

Sonatrach
Ooredoo
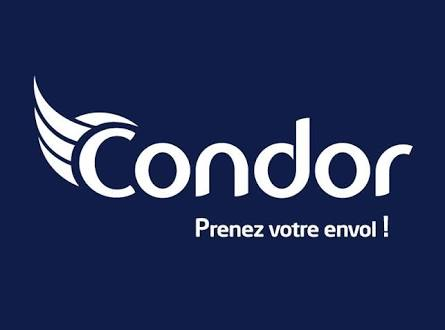
Condor
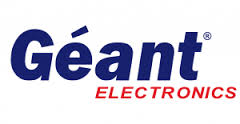
Géant